# John Baskerville

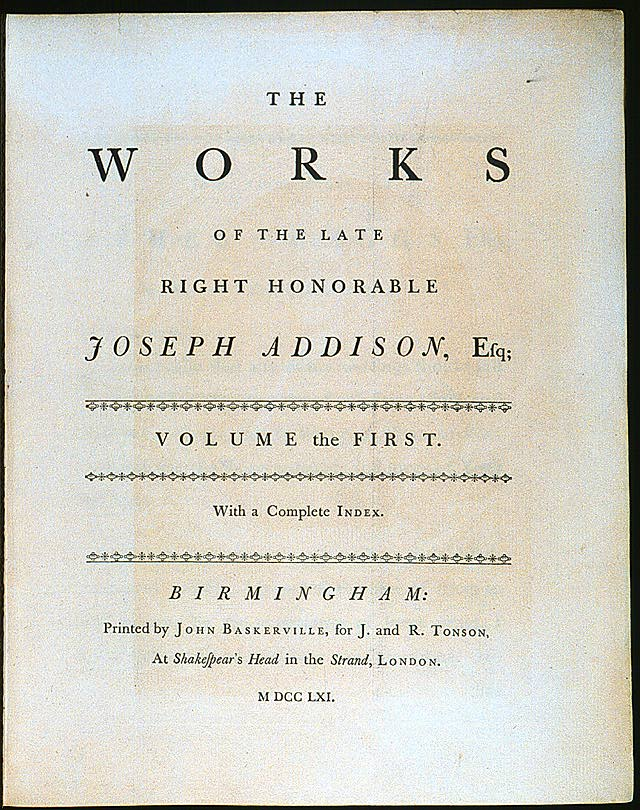
Baskerville által nyomtatott klasszicista címlap
Joseph Addison munkái (London, 1761)

John Baskerville (Wolverley, Worcestershire, 1706. január 28. – Birmingham, 1775. január 8.) a 18. század egyik meghatározó betűöntője és nyomdásza William Caslon, Giambattista Bodoni és Firmin Didot mellett. Az ő nevét viseli a Baskerville betűkép.

## Életpályája
John Baskerville kezdetben egy anglikán lelkész mellett dolgozott lakájként, majd 1726-ban Birminghambe ment, ahol szépírástanítóként dolgozott. 1745-ben megvásárolt egy lakkozóműhelyt, amely jól jövedelmezett. 
Öt évvel később kezdte meg nyomdászi tevékenységét. Nemsokára a Cambridge-i Egyetemtől kapta a megbízásait. Első nyomtatványai Vergilius és Horatius művei voltak, melyekre szintén az egyetem adott megbízást. De mesterművének az 1763-ban kiadott Bibliáját tekintik. Baskerville jelentőségét mutatja, hogy Európa jeles nyomdái tőle rendelték betűiket. Amikor 1775-ben Baskerville utód nélkül meghalt, nem maradt olyan ember, aki átvette volna a nyomda irányítását. Özvegye a teljes betűkészletet  előbb a Cambridge-i Egyetemnek ajánlotta fel megvételre, de miután az egyetem visszautasította az ajánlatot, az özvegy az egész felszerelést 12 ezer fontért annak a párizsi irodalmi társaságnak adta el, amelynek élén a híres Beaumarchais francia vígjátékíró állt.

## Munkássága
Baskerville-t Európa legnagyobb betűalkotói közé sorolják. Nyomtatványaihoz saját maga készítette a betűk nyomóducait. Betűtípusait modern, álklasszikus stílusban alakította ki. Különlegességüket a vékony és a vastag vonalak kontrasztja adta, főleg a Baskerville betűkép kurzív változatainál. De nemcsak a betűire fordított külön figyelmet, számára a könyv egész kinézete ugyanolyan fontos volt. Az általa készített munkákra a széles margók, a kitűnő minőségű papír és tinta használata volt jellemző. A régi mesterek hagyományait követve külön gondot fordított arra, hogy minden egyes eszközt, amivel dolgoznia kell, saját maga készítsen el vagy alakítson ki. Baskerville nemcsak öntőműszerét vagy a sajtóját készítette el saját kezével, hanem Európában elsőként alkalmazta a velinpapírt is. Különleges, fekete nyomdafestékét is ő maga kísérletezte ki. Nyomtatványait csak a legritkább esetben díszítette képekkel, de minden esetben a legkiválóbb minőségre törekedett. Kötetei puritának, visszafogottak voltak, de ettől kifejezetten újszerűnek hatottak a többi 18. századi nyomtatvány között. Baskerville jelentőségét mutatja, hogy Amerikában Benjamin Franklin is  lelkes híve volt az általa készített betűtípusoknak.

## Legfontosabb munkái
- Vergilius (1757)
- Milton: Elveszett paradicsom
- Aesopus állatmeséi (1761)
- Biblia (1763)
- Horatius művei (1770)